# Пустой (остров)
Пусто́й — остров архипелага Северная Земля. Административно относится к Таймырскому Долгано-Ненецкому району Красноярского края.

## Расположение
Расположен в Карском море в западной части архипелага в северной части залива Узкого к востоку от входа в бухту Мутную и к западу от устья реки Скрытой на расстоянии около 650 метров от острова Октябрьской Революции. Рядом с Пустым, между полуостровами Жилым и Парижской Коммуны лежит несколько других малых островов Северной Земли: острова Колосова — в 9 километрах к югу, Забор — в 6,4 километрах к югу и Близкий — в 4,5 километрах к юго-востоку.

## Описание
Остров имеет вытянутую с северо-запада на юго-восток расширяющуюся к востоку форму длиной около 1,3 километра и шириной до 800 метров. Существенных возвышенностей на острове нет. На восточном побережье — невысокие обрывы. В центральной части — каменистые россыпи. Редкая тундровая растительность представлена короткой жёсткой травой и лишайниками.

## Топографические карты
- Лист карты T-46-IV,V,VI ледн. Альбанова. Масштаб: 1 : 200 000. Состояние местности на 1984-1988 год. Издание 1992 г.